# Time-Bin-Kodierung
Time-Bin-Kodierung (englisch time-bin-encoding, TBE) ist in der Quanteninformatik eine Möglichkeit, um ein Qubit auf ein Photon zu kodieren. Hauptanwendungsgebiet ist die Quantenkryptographie.

## Allgemeine Eigenschaften
Qubits sind beliebige zweistufige quantenmechanische Systeme. Qubits können in verschiedenen physikalischen Implementierungen dargestellt werden, von denen eines die TBE ist. Die Technik der TBE ist außerordentlich robust gegen Dekohärenz. Sie ermöglicht jedoch keine (einfache) Interaktion zwischen den verschiedenen Qubits. Besonders diese Eigenschaft prädestiniert die TBE für eine Anwendung in der Quantenkommunikation.
Die TBE ist die quantenmechanische Erweiterung des Mach-Zehnder-Modulators.

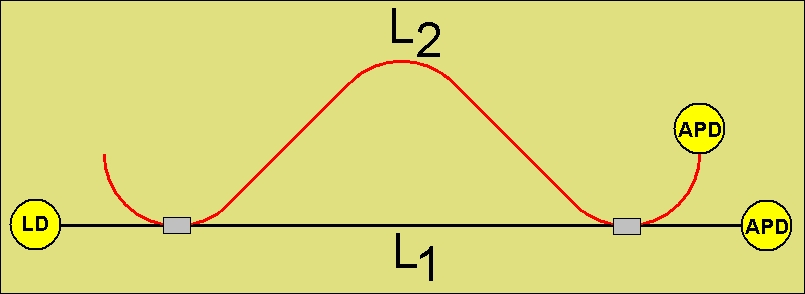
Ein mögliches Setup der Time-Bin-Kodierung mit faseroptischem MZI. Am Anfang des Interferometers befindet sich eine Laserdiode (LD), am Ende zwei Detektoren vom Typ Avalanche-Photodioden (APD), je eine APD für die Aufnahme der Basen und.

## Implementierung
Das einfachste Setup für die Durchführung der Kodierung besteht aus einem Mach-Zehnder-Interferometer (MZI) durch das ein einzelnes Photon geleitet wird. Das MZI kann ausgeführt sein aus Elementen der Faseroptik und/oder freiraumoptische Komponenten.
Das ankommende Photon hat die Möglichkeit zwei unterschiedlich lange Pfade zu nutzen. Wichtig dabei ist, dass der Unterschied in der Pfadlänge länger ist, als die Kohärenzlänge des Photons. Das stellt sicher, dass der genutzte Pfad eindeutig identifiziert werden kann. Weiterhin muss die Phasenstabilität des Interferometers außerordentlich gut sein. Dies bedeutet in der Anwendung, dass eine mögliche Änderung der Weglängendifferenz beider Pfade während des Photonentransfers viel weniger als die Wellenlänge des genutzten Photons sein darf. Daher erfordert die TBE unter anderem eine aktive Temperaturstabilisierung.

## Mathematisch-physikalische Beschreibung
Nimmt das Photon den kurzen Pfad, dann wird festgelegt, dass das dem Zustand {\displaystyle |0\rangle } gleichkommt. Wird der lange Weg genutzt, liegt der Zustand {\displaystyle |1\rangle } vor. Ist die Wahrscheinlichkeit einer der beiden Pfade zu wählen von Null verschieden, dann liegt eine kohärente Überlagerung der beiden Zustände vor.
{\displaystyle |\psi \rangle =\alpha \cdot |0\rangle +\beta \cdot |1\rangle }
Mit:
{\displaystyle \alpha ^{2}+\beta ^{2}=1}
Diese kohärente Überlagerung {\displaystyle |\psi \rangle }, das ist das Qubit als grundlegender Bestandteil der Quanteninformatik.
Es besteht nun die Möglichkeit der aktiven Beeinflussung der Phase {\displaystyle \varphi }. Im faseroptischen Setup zum Beispiel durch einen Faserstretcher oder einen eingebauten elektrooptischen Modulator (EOM). Auch die Amplitude des Photons kann gezielt manipuliert werden. Wobei letztere Option deutlich schwieriger zu realisieren ist. Im Allgemeinen wird daher festgelegt, dass die Amplituden in den verschiedenen Pfaden gleichverteilt sein sollen, also 50:50. Das dann erstellte, phasenmanipulierte Qubit ist beschreibbar durch:
{\displaystyle |\psi \rangle ={|0\rangle +e^{-i\cdot \varphi }\cdot |1\rangle  \over {\sqrt {2}}}}

## Messung
Eine Messung auf Grundlage der nun vorliegenden Basen {\displaystyle \{|0\rangle ,|1\rangle \}} erfolgt über die Ankunftszeit des Photons. Die Messung mit anderen, weiteren Basen kann erreicht werden, indem man das Photon durch ein weiteres MZI laufen lässt. Sind beide Interferometer identisch (außer {\displaystyle \varphi }), spricht man vom Vorliegen einer Time-Bin-Konfiguration (englisch time-bin-implementation).
Die Teilmenge der jeweils möglichen Qubitmessungen ist klein. Zustandserzeugung und Messaufbau beschränken die Anzahl der Qubitdarstellungen beträchtlich.